# Saccharissa vicina
Saccharissa vicina är en stekelart som först beskrevs av Masi 1927.  Saccharissa vicina ingår i släktet Saccharissa och familjen Eucharitidae. Inga underarter finns listade i Catalogue of Life.